# Marco Maia
Marco Aurelio Spall Maia (Canoas, 27 de dezembro de 1965) é um torneiro mecânico, metalúrgico e político brasileiro, filiado ao Partido dos Trabalhadores. Foi o 108° presidente da Câmara dos Deputados.

## Biografia
É filho de Fernando Maia e Atalicia Erna Spall Maia. Iniciou sua militância política no Sindicato dos Metalúrgicos de Canoas, na década de 1980. Foi ainda membro do Sindicato dos Metalúrgicos de Nova Santa Rita, da Federação dos Trabalhadores Metalúrgicos, Confederação Nacional dos Metalúrgicos e da Central Única dos Trabalhadores (CUT).
Foi secretário estadual da Administração e Recursos Humanos do Rio Grande do Sul e presidente da Trensurb em Porto Alegre.

## Deputado federal
É filiado ao Partido dos Trabalhadores (PT) desde 1985 e assumiu o mandato de deputado federal em 3 de janeiro de 2006, e em 2010 foi reeleito para a legislatura seguinte.
Em 2007 foi escolhido pelos colegas para a relatoria da CPI do Apagão Aéreo.
Em 2011 foi apurado que Maia usou avião da Unimed-RS para ir a um encontro partidário do PT.

### Presidência da Câmara dos Deputados
Em 17 de dezembro de 2010, assumiu a Presidência da Câmara dos Deputados após a renúncia de Michel Temer para assumir a vice-presidência da República no Governo Dilma Rousseff. Foi escolhido pelo partido para ser candidato a se manter na presidência da Casa pelos próximos dois anos.
Em fevereiro de 2011, concorreu a reeleição como presidente da câmara, sendo reeleito com 357 votos, vencendo Sandro Mabel que teve 106 votos, Chico Alencar com 16 votos, e Jair Bolsonaro que teve 9 votos.
Assumiu o cargo de Presidente da República interinamente, de 01 de dezembro de 2011 a 3 de dezembro de 2011, de 25 de março de 2012 a 28 de março de 2012, de 15 de novembro de 2012 a 17 de novembro de 2012.

### Histórico eleitoral
Deputado Federal eleito em 2006
- Marco Maia 70.983 1,19%

Deputado Federal eleito em 2010
- Marco Maia 122.134 2,04%

Deputado Federal eleito em 2014
- Nas eleições de 2014, realizadas em 5 de outubro, foi eleito deputado federal pelo Rio Grande do Sul para a 55ª legislatura (2015 — 2019).[11] Em 1 de fevereiro de 2015 assumiu o cargo.[12][13]

### Voto no processo de impedimento de Dilma Rousseff
Na sessão histórica do dia 17 de abril de 2016, votou contra a admissibilidade do processo de impeachment da presidente Dilma Roussef.

## CPI da Petrobras
Marco Maia foi citado na delação premiada de Delcídio do Amaral, homologada pelo Supremo Tribunal Federal (STF) em março de 2016, por ter recebido propina para não convocar empreiteiros para a CPMI da Petrobras em 2014.

## Operação Lava Jato
Em 19 de maio de 2016, o ministro Teori Zavascki determinou a abertura do inquérito que investiga Marco Maia pela Operação Lava Jato, por suposta cobrança de propina de empreiteiras para evitar a convocação delesà Comissão Parlamentar Mista de Inquérito da Petrobras no Congresso. Marco Maia foi relator da CPI em 2014.
Em março de 2017, o Procurador-Geral da República Rodrigo Janot enviou uma nova relação de nomes de políticos investigados na Operação Lava Jato ao Supremo Tribunal Federal. O nome de Marco Maia constou na lista de abertura de inquérito do PGR.